# Zoran Živković (politico)
Zoran Živković (in serbo Зоран Живковић?; Niš, 22 dicembre 1960) è un politico serbo.
È stato Primo ministro della Serbia dal 18 marzo 2003 al 3 marzo 2004.

## Biografia
Ha sostituito Zoran Đinđić, alla sua morte, come Primo ministro della Serbia. 
È stato Presidente del governo della Repubblica di Serbia dal 2003 al 2004, dopo essere stato eletto il 18 marzo 2003; il suo successore è stato Vojislav Koštunica.
Nello stesso periodo è stato vice presidente del Partito democratico. 
Diplomatosi in economia all'Università di Belgrado, prima di impegnarsi in politica ha lavorato come imprenditore ed è il proprietario della "Cantina Živković".
È sposato con Biserka, un noto avvocato di Niš, ed ha avuto due figli con lei, Marko e Milena.